# Lista de municípios de Mato Grosso por população

Mato Grosso é dividido em 142 municípios

Esta lista de municípios de Mato Grosso por população está baseada no Censo 2022 do Instituto Brasileiro de Geografia e Estatística (IBGE).
O Mato Grosso é uma das 27 unidades federativas do Brasil e é dividida em 142 municípios. O território mato-grossense equivale a 10,61% do território brasileiro e com pouco mais de 3,6 milhões habitantes (1,80% da população brasileira), o estado possui a terceira maior área territorial e o décimo sexto contingente populacional dentre os estados do Brasil.
O município mais populoso de Mato Grosso é Cuiabá, a capital estadual, com mais de 650 mil habitantes, seguido por Várzea Grande, cidade conurbada com a capital, com aproximadamente 300 mil habitantes.

## Municípios

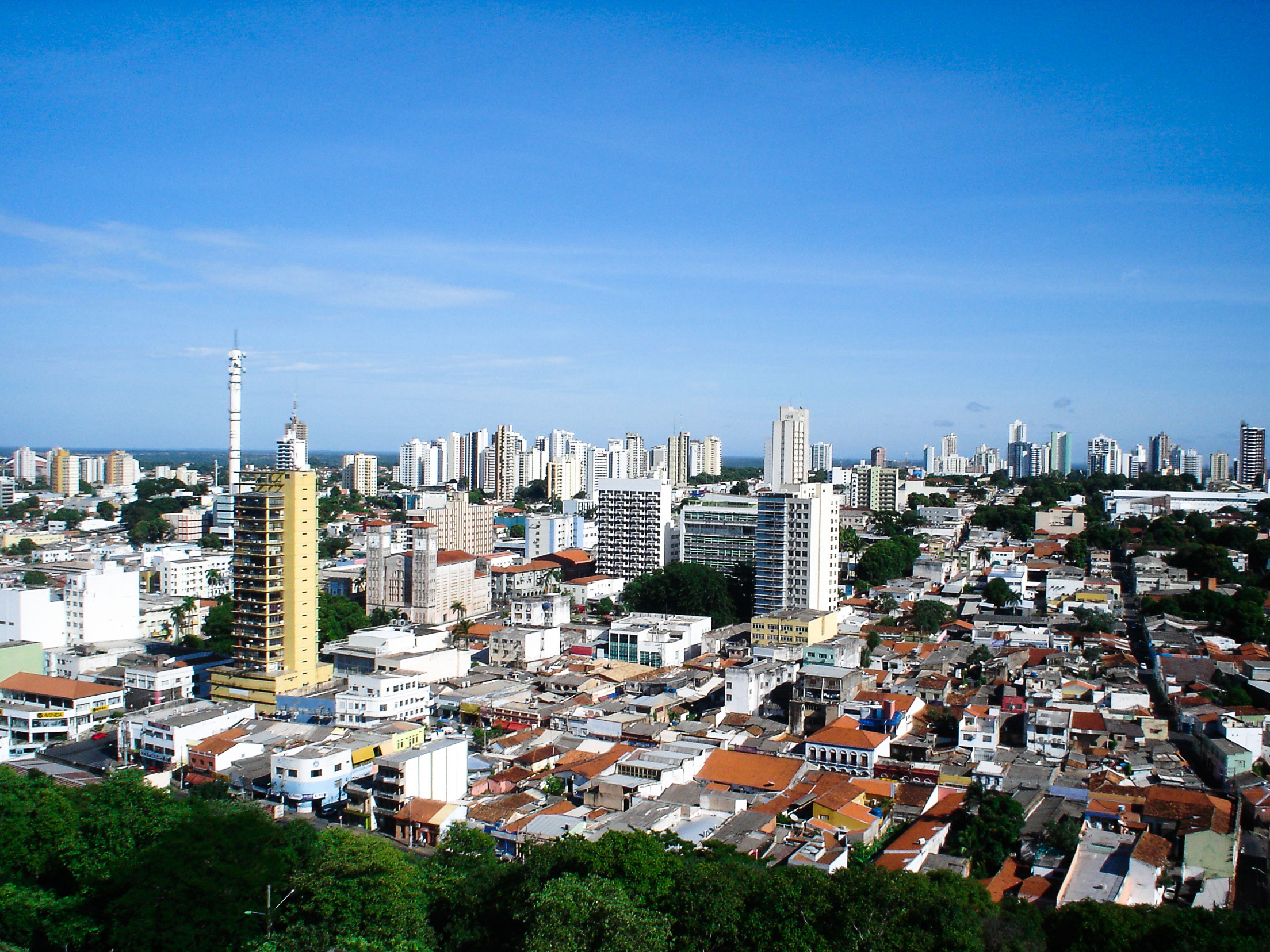
Cuiabá é a capital do estado e o município mais populoso

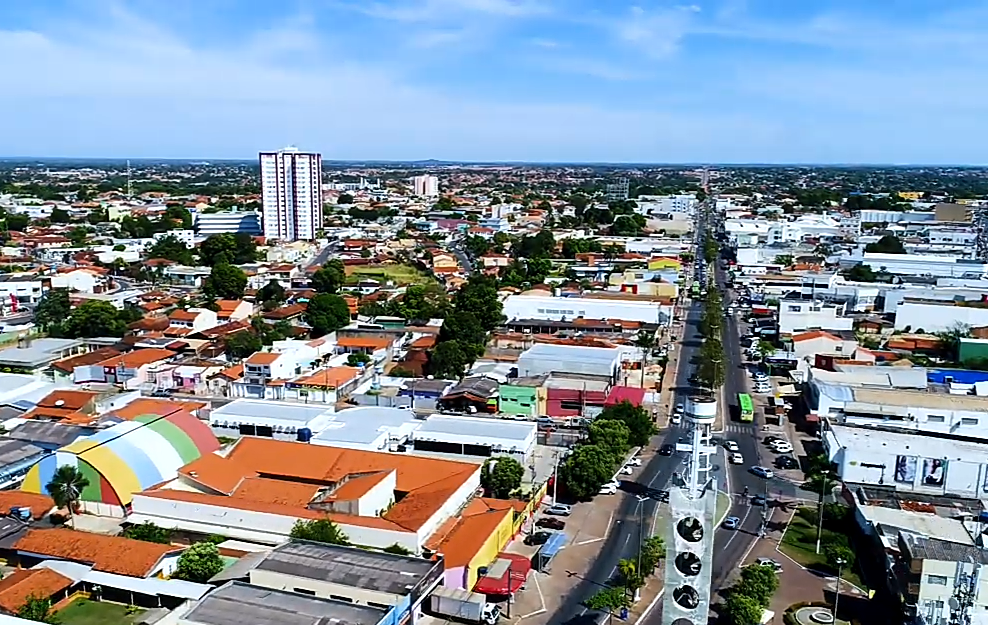
Em conurbação com a capital, Várzea Grande é a segunda mais populosa do estado

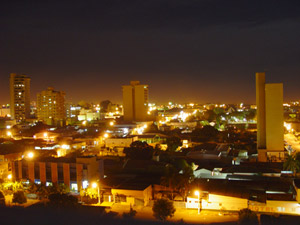
Rondonópolis é a terceira maior cidade do estado

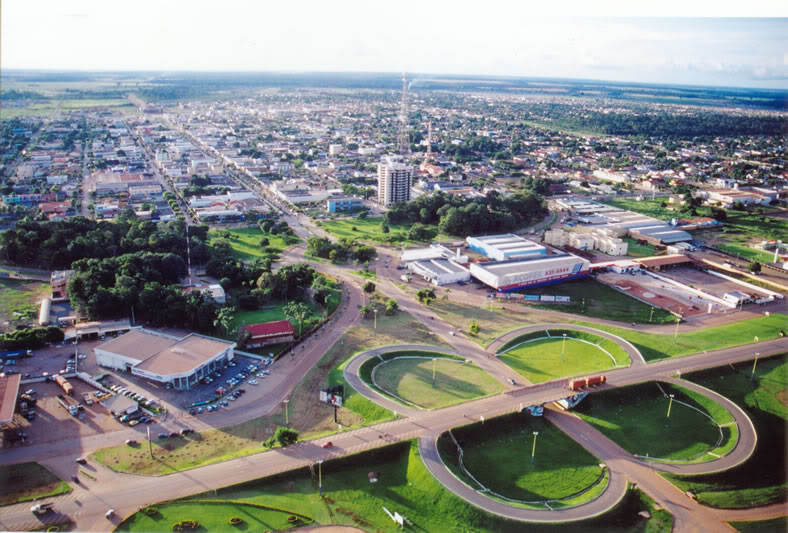
Sinop é a quarta maior cidade e mais populosa do norte mato-grossense

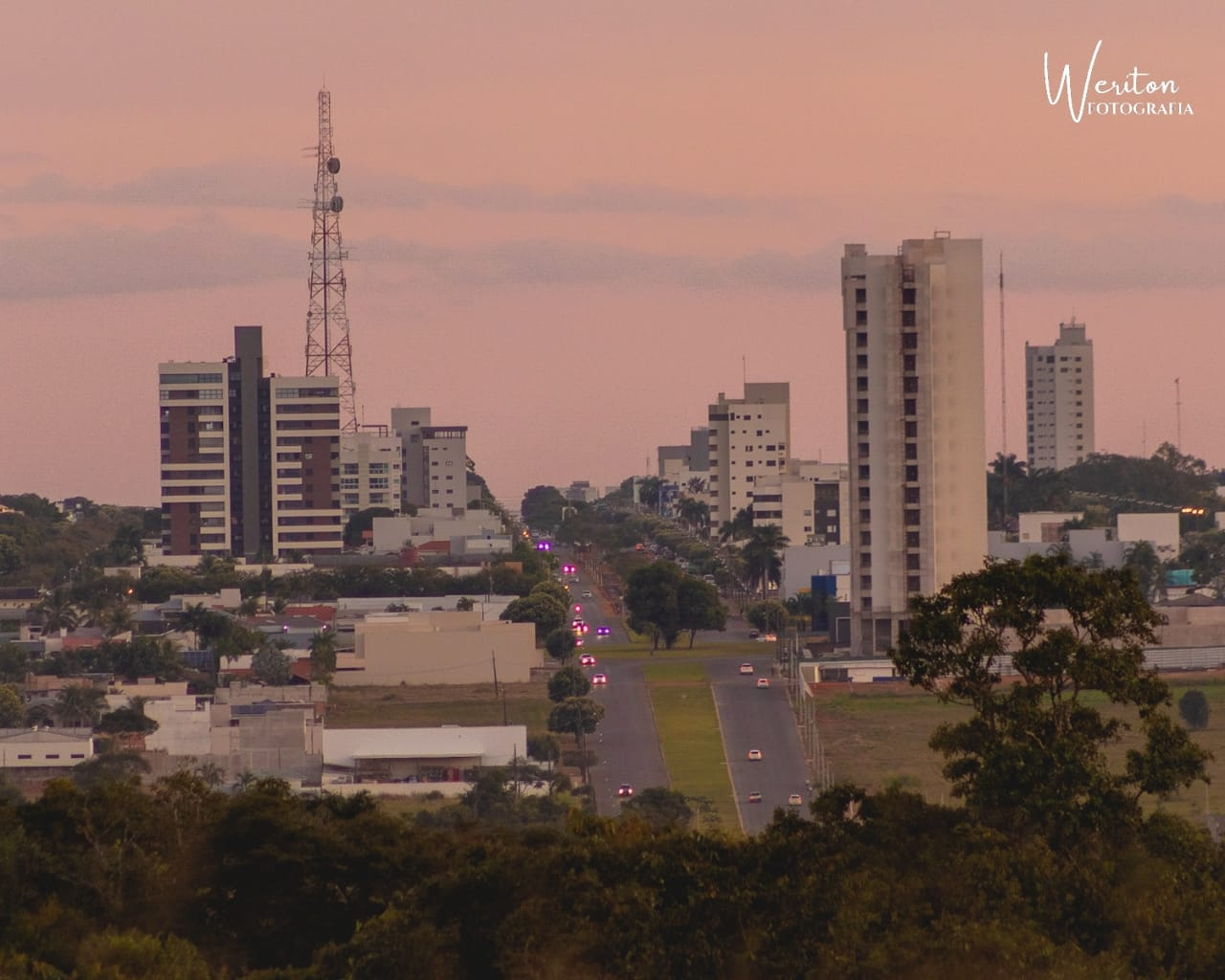
Sorriso, conhecida como Capital Nacional do Agronegócio, detém a quinta maior população do estado

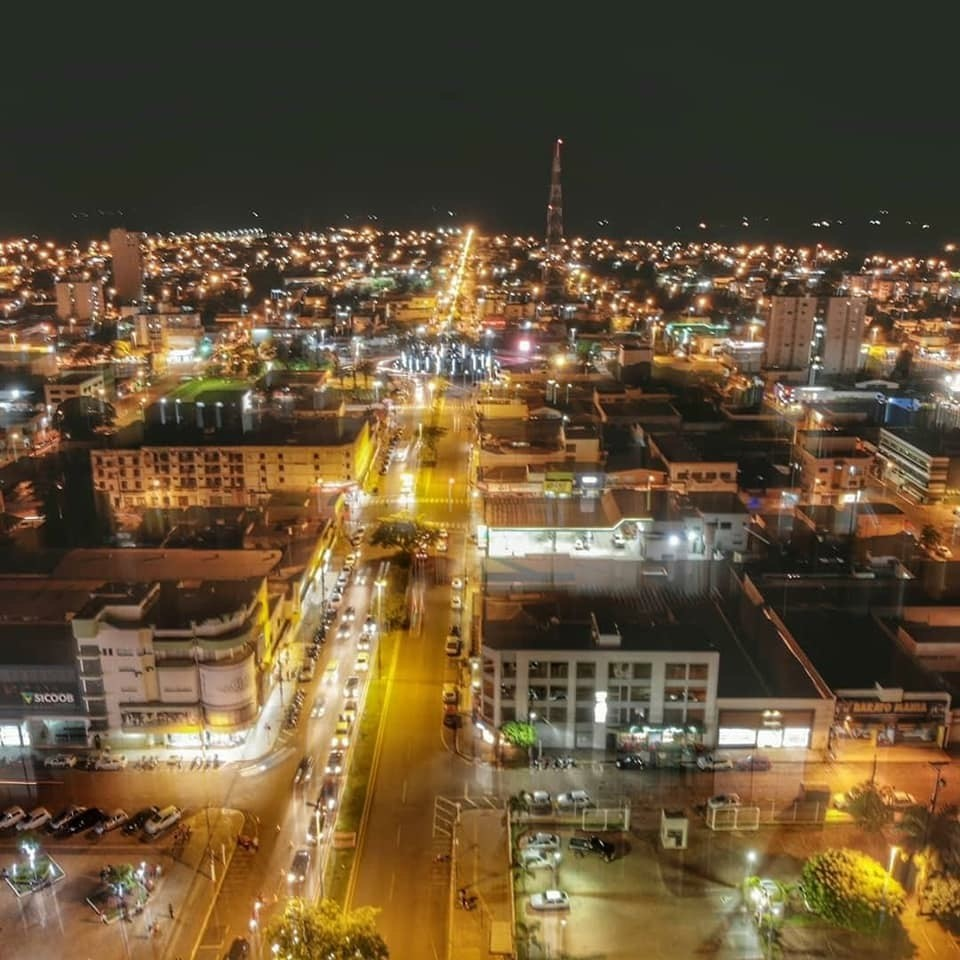
Nomeada como a Capital do Médio Norte, Tangará da Serra é a sexta maior cidade

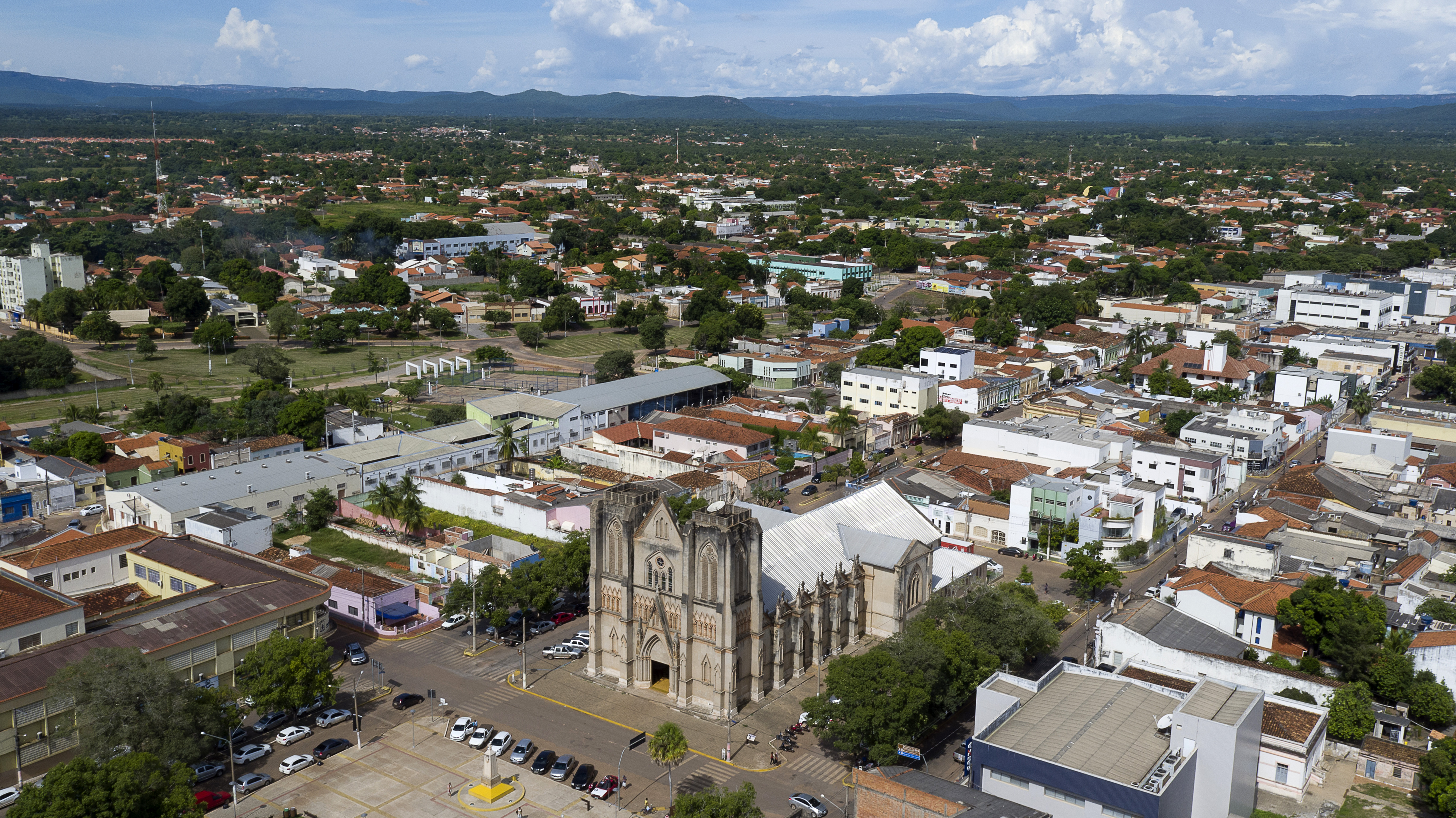
Conhecida como Cidade Portal do Pantanal, Cáceres é a sétima maior cidade.

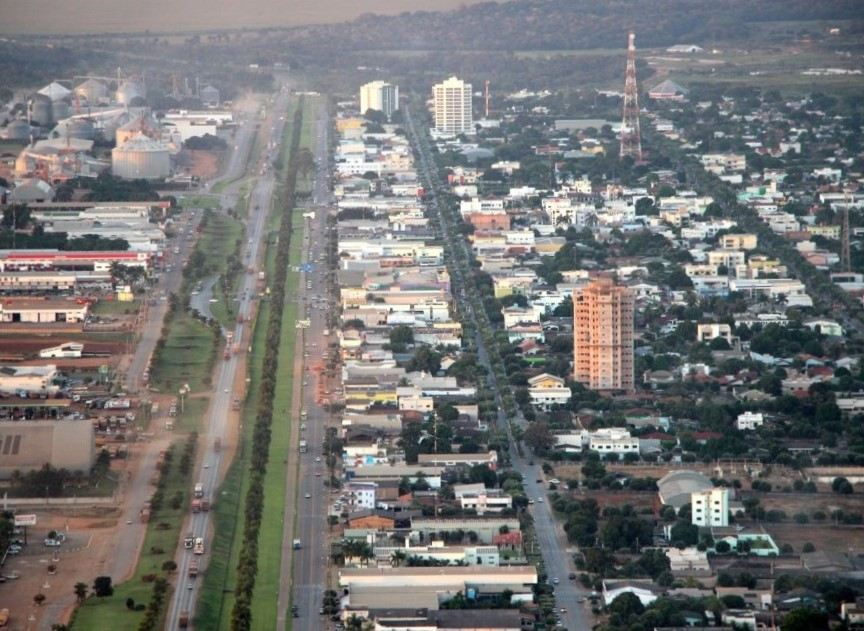
Lucas do Rio Verde é a nona maior cidade

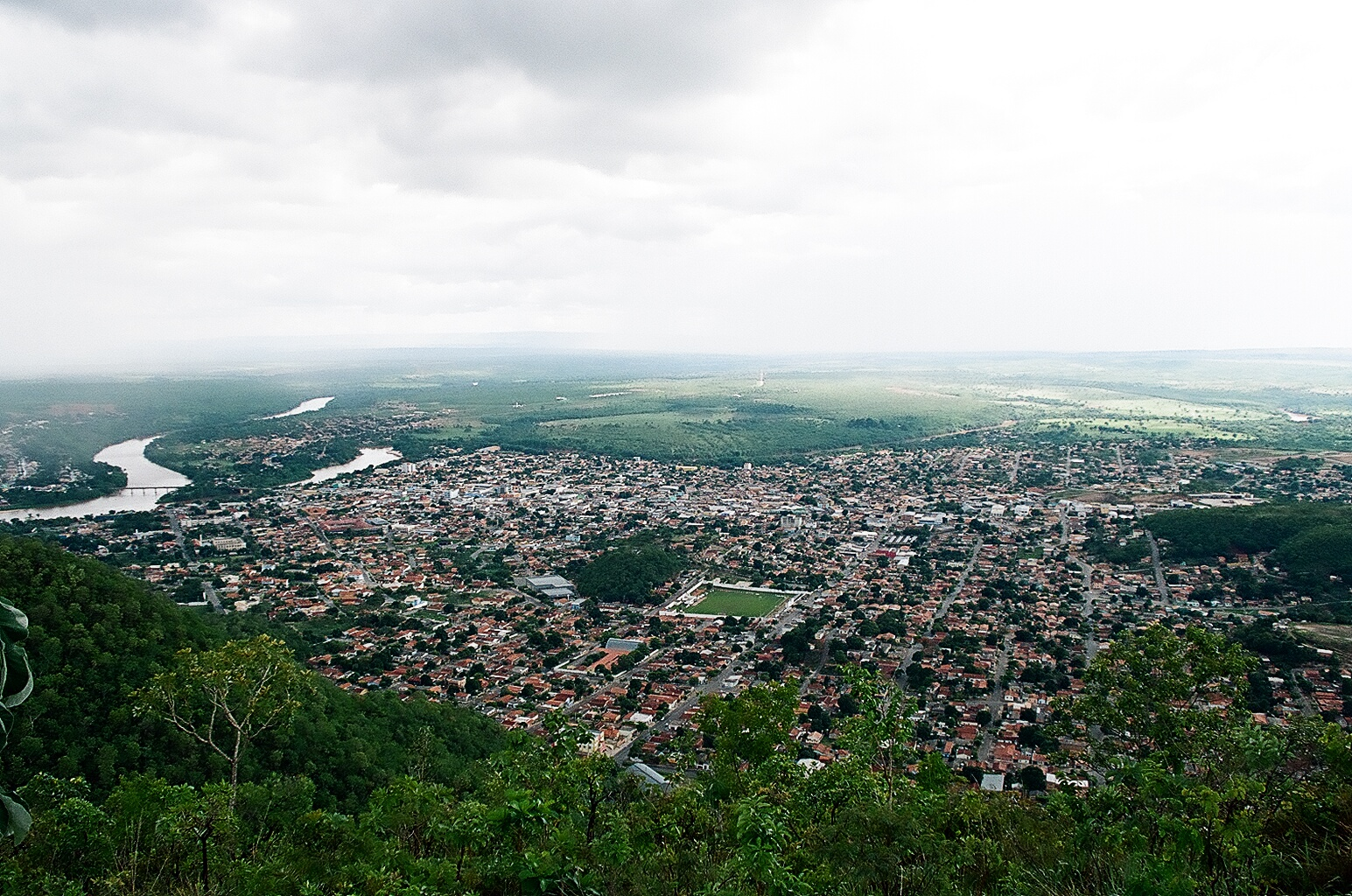
Conhecida como a Capital do Araguaia, Barra do Garças detém a décima maior população do estado

| Pos.                        | Var.                       | Cidade                           | Pop.                       |                            |                            |
| Mais de 500.000 habitantes  | Mais de 500.000 habitantes | Mais de 500.000 habitantes       | Mais de 500.000 habitantes | Mais de 500.000 habitantes | Mais de 500.000 habitantes |
| --------------------------- | -------------------------- | -------------------------------- | -------------------------- | -------------------------- | -------------------------- |
| 1                           | Estável                    | Cuiabá                           | 650.912                    |                            |                            |
| Mais de 200.000 habitantes  |                            |                                  |                            |                            |                            |
| 2                           | Estável                    | Várzea Grande                    | 299.472                    |                            |                            |
| 3                           | Estável                    | Rondonópolis                     | 244.897                    |                            |                            |
| Mais de 100.000 habitantes  |                            |                                  |                            |                            |                            |
| 4                           | Estável                    | Sinop                            | 196.067                    |                            |                            |
| 5                           | Aumento                    | Sorriso                          | 110.635                    |                            |                            |
| 6                           | Baixa                      | Tangará da Serra                 | 106.434                    |                            |                            |
| Menos de 100.000 habitantes |                            |                                  |                            |                            |                            |
| 7                           | Baixa                      | Cáceres                          | 89.478                     |                            |                            |
| 8                           | Aumento                    | Primavera do Leste               | 85.146                     |                            |                            |
| 9                           | Baixa                      | Lucas do Rio Verde               | 83.798                     |                            |                            |
| 10                          | Estável                    | Barra do Garças                  | 69.210                     |                            |                            |
| 11                          | Estável                    | Alta Floresta                    | 58.613                     |                            |                            |
| 12                          | Estável                    | Nova Mutum                       | 55.648                     |                            |                            |
| 13                          | Estável                    | Pontes e Lacerda                 | 52.018                     |                            |                            |
| Menos de 50.000 habitantes  |                            |                                  |                            |                            |                            |
| 14                          | Aumento                    | Campo Novo do Parecis            | 45.899                     |                            |                            |
| 15                          | Baixa                      | Juína                            | 45.869                     |                            |                            |
| 16                          | Baixa                      | Campo Verde                      | 44.585                     |                            |                            |
| 17                          | Aumento                    | Confresa                         | 35.075                     |                            |                            |
| 18                          | Aumento                    | Juara                            | 34.906                     |                            |                            |
| 19                          | Estável                    | Peixoto de Azevedo               | 32.714                     |                            |                            |
| 20                          | Aumento                    | Colíder                          | 31.370                     |                            |                            |
| 21                          | Aumento                    | Poconé                           | 31.217                     |                            |                            |
| 22                          | Baixa                      | Guarantã do Norte                | 31.024                     |                            |                            |
| 23                          | Baixa                      | Barra do Bugres                  | 29.403                     |                            |                            |
| 24                          | Aumento                    | Água Boa                         | 29.219                     |                            |                            |
| 25                          | Aumento                    | Sapezal                          | 28.944                     |                            |                            |
| 26                          | Estável                    | Jaciara                          | 28.569                     |                            |                            |
| 27                          | Baixa                      | Mirassol d'Oeste                 | 26.785                     |                            |                            |
| 28                          | Aumento                    | Querência                        | 26.769                     |                            |                            |
| 29                          | Aumento                    | Paranatinga                      | 26.423                     |                            |                            |
| 30                          | Aumento                    | Canarana                         | 25.843                     |                            |                            |
| 31                          | Baixa                      | Colniza                          | 25.756                     |                            |                            |
| 32                          | Baixa                      | Aripuanã                         | 24.626                     |                            |                            |
| 33                          | Aumento                    | Nova Xavantina                   | 24.345                     |                            |                            |
| 34                          | Aumento                    | Poxoréu                          | 23.283                     |                            |                            |
| 35                          | Baixa                      | Diamantino                       | 21.941                     |                            |                            |
| 36                          | Aumento                    | Matupá                           | 20.091                     |                            |                            |
| Menos de 20.000 habitantes  |                            |                                  |                            |                            |                            |
| 37                          | Baixa                      | Vila Rica                        | 19.888                     |                            |                            |
| 38                          | Baixa                      | Chapada dos Guimarães            | 18.990                     |                            |                            |
| 39                          | Baixa                      | Comodoro                         | 18.238                     |                            |                            |
| 40                          | Aumento                    | Pedra Preta                      | 18.066                     |                            |                            |
| 41                          | Aumento                    | São José dos Quatro Marcos       | 17.849                     |                            |                            |
| 42                          | Baixa                      | Alto Araguaia                    | 17.193                     |                            |                            |
| 43                          | Baixa                      | Brasnorte                        | 17.004                     |                            |                            |
| 44                          | Aumento                    | Vila Bela da Santíssima Trindade | 16.774                     |                            |                            |
| 45                          | Baixa                      | Nova Olímpia                     | 16.352                     |                            |                            |
| 46                          | Aumento                    | Nobres                           | 15.492                     |                            |                            |
| 47                          | Aumento                    | Rosário Oeste                    | 15.453                     |                            |                            |
| 48                          | Aumento                    | Campinápolis                     | 15.347                     |                            |                            |
| 49                          | Baixa                      | Santo Antônio de Leverger        | 15.246                     |                            |                            |
| 50                          | Baixa                      | São José do Rio Claro            | 14.911                     |                            |                            |
| 51                          | Baixa                      | Araputanga                       | 14.786                     |                            |                            |
| 52                          | Aumento                    | Tapurah                          | 14.370                     |                            |                            |
| 53                          | Aumento                    | Porto Alegre do Norte            | 13.865                     |                            |                            |
| 54                          | Baixa                      | Nova Bandeirantes                | 13.635                     |                            |                            |
| 55                          | Aumento                    | São Félix do Araguaia            | 13.612                     |                            |                            |
| 56                          | Aumento                    | Alto Garças                      | 13.052                     |                            |                            |
| 57                          | Aumento                    | Nossa Senhora do Livramento      | 12.940                     |                            |                            |
| 58                          | Aumento                    | Vera                             | 12.800                     |                            |                            |
| 59                          | Baixa                      | Itiquira                         | 12.236                     |                            |                            |
| 60                          | Estável                    | Nova Canaã do Norte              | 11.707                     |                            |                            |
| 61                          | Aumento                    | Paranaíta                        | 11.671                     |                            |                            |
| 62                          | Estável                    | Nova Ubiratã                     | 11.498                     |                            |                            |
| 63                          | Aumento                    | Juscimeira                       | 11.480                     |                            |                            |
| 64                          | Aumento                    | Marcelândia                      | 11.397                     |                            |                            |
| 65                          | Aumento                    | Carlinda                         | 10.332                     |                            |                            |
| 66                          | Baixa                      | Cotriguaçu                       | 11.011                     |                            |                            |
| 67                          | Baixa                      | Guiratinga                       | 10.963                     |                            |                            |
| 68                          | Aumento                    | Alto Taquari                     | 10.904                     |                            |                            |
| 69                          | Aumento                    | Terra Nova do Norte              | 10.616                     |                            |                            |
| 70                          | Aumento                    | Arenápolis                       | 10.576                     |                            |                            |
| 71                          | Baixa                      | Feliz Natal                      | 10.521                     |                            |                            |
| 72                          | Baixa                      | Juruena                          | 10.213                     |                            |                            |
| 73                          | Baixa                      | Porto Esperidião                 | 10.204                     |                            |                            |
| Menos de 10.000 habitantes  |                            |                                  |                            |                            |                            |
| 74                          | Baixa                      | Ribeirão Cascalheira             | 9.896                      |                            |                            |
| 75                          | Aumento                    | Tabaporã                         | 9.812                      |                            |                            |
| 76                          | Baixa                      | Cláudia                          | 9.593                      |                            |                            |
| 77                          | Aumento                    | Campos de Júlio                  | 8.822                      |                            |                            |
| 78                          | Aumento                    | Gaúcha do Norte                  | 8.646                      |                            |                            |
| 79                          | Baixa                      | Apiacás                          | 8.590                      |                            |                            |
| 80                          | Aumento                    | Jauru                            | 8.367                      |                            |                            |
| 81                          | Baixa                      | Nova Monte Verde                 | 8.313                      |                            |                            |
| 82                          | Baixa                      | Alto Paraguai                    | 8.009                      |                            |                            |
| 83                          | Aumento                    | Dom Aquino                       | 7.872                      |                            |                            |
| 84                          | Aumento                    | Ipiranga do Norte                | 7.815                      |                            |                            |
| 85                          | Baixa                      | Santa Terezinha                  | 7.576                      |                            |                            |
| 86                          | Aumento                    | Itanhangá                        | 7.539                      |                            |                            |
| 87                          | Baixa                      | Castanheira                      | 7.506                      |                            |                            |
| 88                          | Baixa                      | Jangada                          | 7.426                      |                            |                            |
| 89                          | Aumento                    | Bom Jesus do Araguaia            | 7.280                      |                            |                            |
| 90                          | Baixa                      | Barão de Melgaço                 | 7.253                      |                            |                            |
| 91                          | Baixa                      | Denise                           | 7.014                      |                            |                            |
| 92                          | Aumento                    | Boa Esperança do Norte           | 7.000                      |                            |                            |
| 93                          | Aumento                    | Pontal do Araguaia               | 6.932                      |                            |                            |
| 94                          | Aumento                    | Novo São Joaquim                 | 6.919                      |                            |                            |
| 95                          | Aumento                    | Nova Lacerda                     | 6.670                      |                            |                            |
| 96                          | Baixa                      | Novo Mundo                       | 6.520                      |                            |                            |
| 97                          | Aumento                    | Cocalinho                        | 6.220                      |                            |                            |
| 98                          | Aumento                    | General Carneiro                 | 6.037                      |                            |                            |
| 99                          | Aumento                    | São José do Xingu                | 5.965                      |                            |                            |
| 100                         | Baixa                      | Nortelândia                      | 5.956                      |                            |                            |
| 101                         | Baixa                      | Nova Maringá                     | 5.846                      |                            |                            |
| 102                         | Baixa                      | Alto Boa Vista                   | 5.639                      |                            |                            |
| 103                         | Aumento                    | Porto dos Gaúchos                | 5.593                      |                            |                            |
| 104                         | Aumento                    | Santa Carmem                     | 5.374                      |                            |                            |
| 105                         | Aumento                    | Itaúba                           | 5.020                      |                            |                            |
| 106                         | Baixa                      | Acorizal                         | 5.014                      |                            |                            |
| Menos de 5.000 habitantes   |                            |                                  |                            |                            |                            |
| 107                         | Baixa                      | Curvelândia                      | 4.903                      |                            |                            |
| 108                         | Baixa                      | Lambari d'Oeste                  | 4.790                      |                            |                            |
| 109                         | Aumento                    | Nova Guarita                     | 4.588                      |                            |                            |
| 110                         | Baixa                      | Rio Branco                       | 4.535                      |                            |                            |
| 111                         | Baixa                      | Canabrava do Norte               | 4.485                      |                            |                            |
| 112                         | Aumento                    | Nova Santa Helena                | 4.239                      |                            |                            |
| 113                         | Aumento                    | Nova Nazaré                      | 4.200                      |                            |                            |
| 114                         | Baixa                      | São Pedro da Cipa                | 4.191                      |                            |                            |
| 115                         | Aumento                    | Torixoréu                        | 4.164                      |                            |                            |
| 116                         | Baixa                      | Santo Antônio do Leste           | 4.099                      |                            |                            |
| 117                         | Aumento                    | Nova Brasilândia                 | 3.932                      |                            |                            |
| 118                         | Aumento                    | União do Sul                     | 3.838                      |                            |                            |
| 119                         | Aumento                    | Araguaiana                       | 3.795                      |                            |                            |
| 120                         | Baixa                      | Conquista d'Oeste                | 3.760                      |                            |                            |
| 121                         | Aumento                    | Salto do Céu                     | 3.679                      |                            |                            |
| 122                         | Aumento                    | Nova Marilândia                  | 3.529                      |                            |                            |
| 123                         | Baixa                      | Rondolândia                      | 3.505                      |                            |                            |
| 124                         | Baixa                      | Novo Horizonte do Norte          | 3.349                      |                            |                            |
| 125                         | Baixa                      | Santa Rita do Trivelato          | 3.276                      |                            |                            |
| 126                         | Aumento                    | Porto Estrela                    | 3.224                      |                            |                            |
| 127                         | Baixa                      | Figueirópolis d'Oeste            | 3.187                      |                            |                            |
| 128                         | Aumento                    | Planalto da Serra                | 3.166                      |                            |                            |
| 129                         | Baixa                      | Tesouro                          | 3.025                      |                            |                            |
| 130                         | Estável                    | Glória d'Oeste                   | 2.905                      |                            |                            |
| 131                         | Baixa                      | Vale de São Domingos             | 2.904                      |                            |                            |
| 132                         | Baixa                      | São José do Povo                 | 2.875                      |                            |                            |
| 133                         | Aumento                    | Santa Cruz do Xingu              | 2.661                      |                            |                            |
| 134                         | Aumento                    | Ribeirãozinho                    | 2.593                      |                            |                            |
| 135                         | Baixa                      | Santo Afonso                     | 2.519                      |                            |                            |
| 136                         | Aumento                    | Luciara                          | 2.509                      |                            |                            |
| 137                         | Baixa                      | Indiavaí                         | 2.213                      |                            |                            |
| 138                         | Baixa                      | Reserva do Cabaçal               | 2.122                      |                            |                            |
| 139                         | Baixa                      | Novo Santo Antônio               | 2.015                      |                            |                            |
| 140                         | Estável                    | Ponte Branca                     | 2.008                      |                            |                            |
| Menos de 2.000 habitantes   |                            |                                  |                            |                            |                            |
| 141                         | Baixa                      | Serra Nova Dourada               | 1.800                      |                            |                            |
| 142                         | Estável                    | Araguainha                       | 1.010                      |                            |                            |